# 大新县
大新县是中国广西壮族自治区崇左市所辖的一个县。总面积为2756平方公里，2004年人口为36万。与越南高平省接壤。县政府驻桃城镇，距南宁市116公里。

## 历史沿革
1952年以雷平县、养利县、万承县为基础，撤销此三县，新设大新县，以万承县大岭乡的“大”字和养利县宝新乡的“新”字二字为名，属桂西壮族自治区崇左专区。1971年改属南宁地区。

## 经济
盛产龙眼。矿产资源以锰为主，全国唯一储量超过1亿吨的锰矿下雷锰矿即位于大新县，相邻的越南高平省重庆县等地亦产锰矿。

## 行政区划
大新县辖5个镇、9个乡：
桃城镇、全茗镇、雷平镇、硕龙镇、下雷镇、五山乡、龙门乡、昌明乡、福隆乡、那岭乡、恩城乡、榄圩乡、宝圩乡、堪圩乡和国营桃城华侨农场。
县人民政府驻桃城镇。
- 2003年，振兴乡与雷平镇合并为雷平镇。
- 2005年7月，土湖乡并入下雷镇，组建新的下雷镇。

## 人口
大新县第七次全国人口普查主要数据公报2020七人普 全县常住人口为282563人，与2010年第六次全国人口普查的296555人相比，十年共减少13992人，减少4.72%，年平均下降率为0.48%。 全县共有家庭户93224户，集体户2138户，家庭户人口为265310人，集体户人口为17253人。

## 交通
- 合那高速、 219国道、 243国道、 358国道、 359国道过境。

## 旅游景点
- 德天瀑布，国家4A级景区
- 明仕田园风光，国家4A级景区
- 宝贤石林

## 特产
大新苦丁茶：又名“万承苦丁茶”，中国地理标志产品。是广西的传统名茶之一，产于万承县苦丁乡，后万承县划入大新县龙门乡苦丁村。